# John de la Pole, 6. Baronet

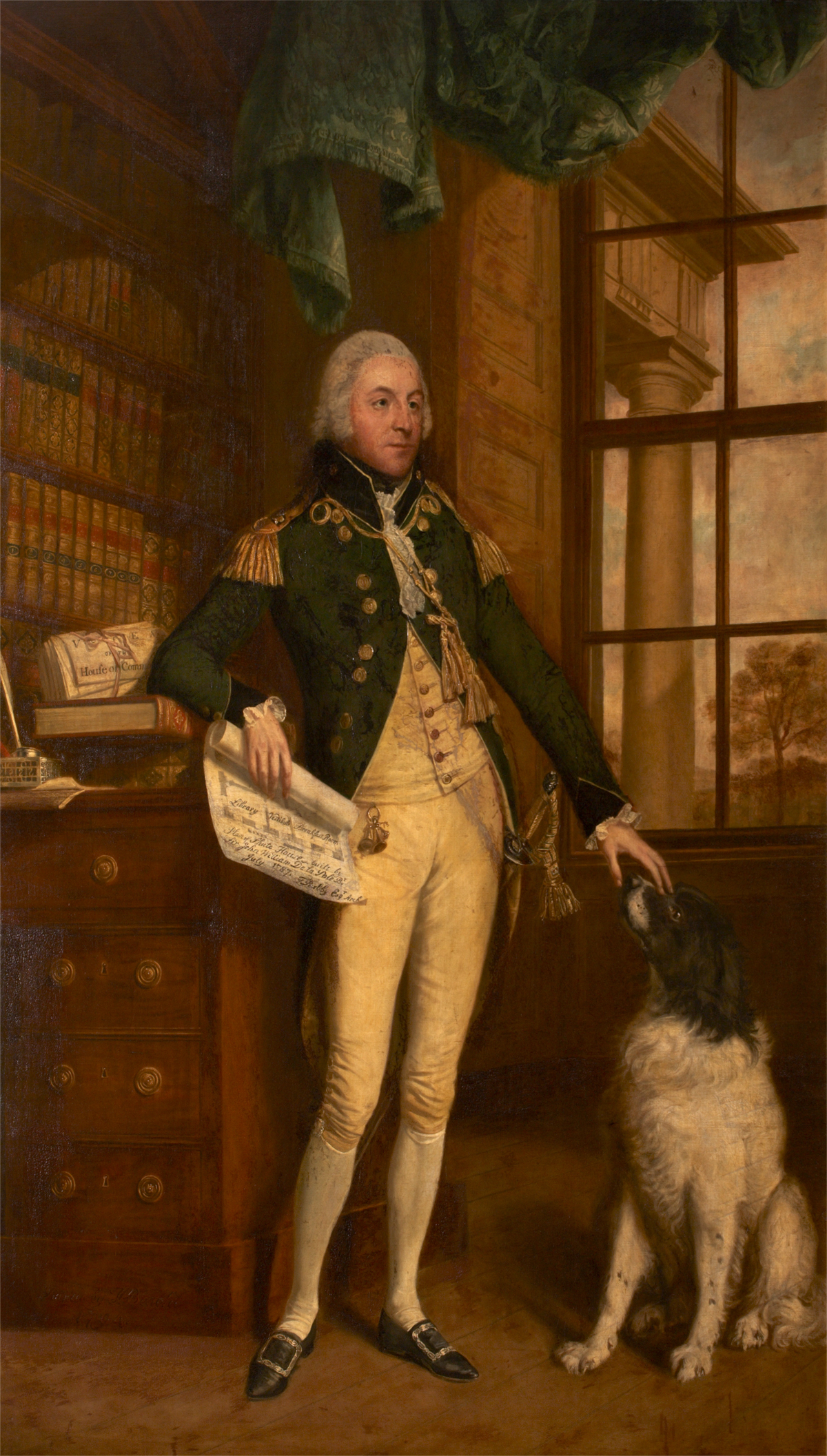
John de la Pole in der Bibliothek von New Shute House. In der Hand hält er die Baupläne. Gemälde von Thomas Beach, 1794

Sir John William de la Pole, 6. Baronet (* 26. Juni 1757; † 30. November 1799) war ein britischer Adliger und Politiker.

## Herkunft
John de la Pole entstammte der Familie Pole, einer alten Familie der Gentry von Devon. Er wurde als John Pole als einziger Sohn von Sir John Pole, 5. Baronet und dessen ersten Frau Elizabeth Mills geboren. Nach dem Tod seines Vaters 1760 wurde er zum Erben von dessen Besitzungen und des Titels Baronet, of Shute House in the County of Devon. Bereits 1767 beim Tod seiner Mutter zum Vollwaisen geworden, wurde er von Vormündern und vor allem von seiner Tante Elizabeth Anstis erzogen. Von 1771 bis 1772 besuchte er Blundell's School in Tiverton, dann das Winton College in Bournemouth. Ab 1776 studierte er am Corpus Christi College in Oxford.

## Politische Tätigkeit
Bereits von 1782 bis 1783 diente Pole als Sheriff von Devon. Bei der Unterhauswahl 1790 wurde er, unterstützt von seinem Freund George Boscawen, 3. Viscount Falmouth und der Familie Buller, als Abgeordneter für das Borough West Looe in Cornwall gewählt. Im House of Commons unterstützte er die Regierung von William Pitt, obwohl dieser ihm keines der lokalen Ämter übertrug, um die er sich bewarb. Dazu setzte er sich für die von John Howard vorgeschlagenen Reformen der britischen Gefängnisse ein. Ab 1794 war er Offizier und ab 1796 Kommandant der Yeomanry von East Devon, dazu war er Oberstleutnant der Miliz von East Devon. Bei der Unterhauswahl 1796 kandidierte er nicht erneut.

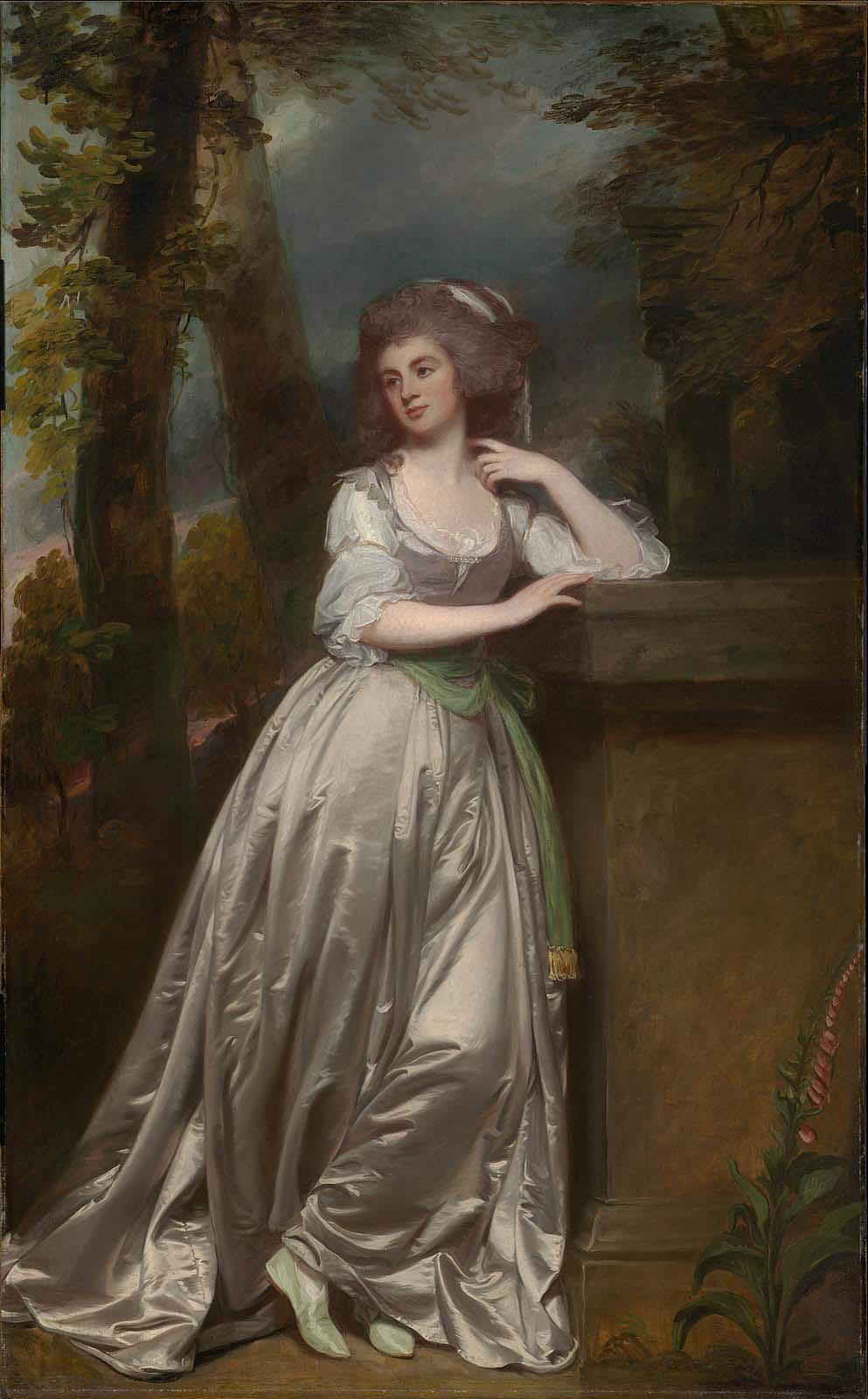
Anne Templer, die Frau von De La Pole. Gemälde von George Romney von 1786

## Sonstiges
Pole galt als aufgeklärter, gebildeter Gentleman und als Pferdekenner, der stolz auf seine Abstammung war. 1788 erwarb er den alten Familiensitz Shute House, der zuvor mehr als 200 Jahre lang verpachtet gewesen war, und am 13. Oktober 1789 änderte er offiziell seinen Familiennamen in de la Pole. Durch weitere Rückerwerbungen wie Besitzungen in Whitford vergrößerte er seinen Grundbesitz auf über 40 km2. In Shute ließ er New Shute House, ein neues Herrenhaus im Adamstil errichten. 1791 gab er die Schriften heraus, die sein Vorfahre Sir William Pole Ende des 16. Jahrhunderts über Devon verfasst hatte, dazu erwarb er dessen inzwischen zerstörten Landsitz Colcombe Castle. Bevor er jedoch mit dem Wiederaufbau der Ruine beginnen konnte, starb er.

## Familie und Nachkommen
Pole hatte am 9. Januar 1781 Anne Templer, eine Tochter von James Templer aus Lindridge in Devon geheiratet. Mit ihr hatte er zwei Söhne und eine Tochter, darunter:
- Sir William Templer Pole, 7. Baronet (1782–1847)

Aufgrund seiner umfangreichen Erwerbungen und seiner Baumaßnahmen hinterließ er bei seinem frühen Tod für seinen minderjährigen Sohn William ein schwieriges Erbe.